# Eupithecia derogata
Eupithecia derogata là một loài bướm đêm trong họ Geometridae.